# Калинино (Минский район)
Калинино (бел. Калі́ніна; историческое название — Игнатичи (бел. Ігна́цічы) — деревня в Минском районе Минской области Беларуси. Входит в состав Михановичского сельсовета.
Главная достопримечательность деревни — имение шляхтичей Ельских и парк, его окружающий.
Впервые в письменных источниках Игнатичи упоминаются в XVIII веке.

## География
Расположена в 11 км на юг от Минска, на трассе М1.

### Гидрография
На левом берегу реки Птичь. Примерно в 0,6 км к юго-востоку от деревни на пойме реки Птичь расположено водохранилище Чуриловичское.

## История
В 1557, 1582, 1600 годах село Игнатичи, центр имения Минского уезда Минского воеводства Великого Княжества Литовского, собственность Мневских, А. Станкевича (Станковича) и других.  В 1667 году имение, 5 дымов, мельница, шляхетская собственность. В XVII веке Игнатичи принадлежали роду Халецких.
После второго раздела Речи Посполитой 1793 года в составе Российской империи. В начале XVIII века через вено Анны Халецкой Игнатичи перешли к Радзивиллам, которые включили их в аннопольские владения. В 1800 году 2 двора, 16 жителей, фольварк, панский двор, водяная мельница на 2 поставы, корчма, в Минском уезде Минской губернии. До 1850 года Радзивиллы продали это имущество Раймунду Коленчинскому. София Коленчинская (1834-1891) вышла замуж за Владимира Ельского, имение как приданое перешло в совместную собственность Ельских. Владимир Ельский (1820-1875), известный своей научной деятельностью и общественной благотворительностью, жил в Игнатичах в 1857—1863 годах. За это время он наладил сельское хозяйство, животноводство, в последние годы он заложил крупное придворное цветочное хозяйство, в основном выращивал розы и несколько сотен видов деревьев. Он также отменил пропинацию. За активную поддержку восстания 1863-1864 годов Владимир Ельский был сослан в Оренбургскую губернию. Имущество, как приданое жены, конфисковывалось. Последним владельцем Игнатичей был Вильгельм Ельский (1867—1919), сын Владимира и Софии.
С конца февраля 1918 года территория оккупирована войсками Германской империи. 25 марта 1918 года согласно Третьей Уставной грамоте провозглашалась частью Белорусской Народной Республики. В декабре 1918 года занята Красной Армией, с 1 января 1919 года в соответствии с постановлением I съезда КП(б) Беларуси она вошла в состав Советской Белоруссии, с 27 февраля 1919 года — в ЛитБел ССР. Во время польско-советской войны в августе 1919 — июле 1920 годов и в середине октября 1920 года под оккупацией Польши.
С 31 июля 1920 года в Белорусской ССР. В 1922 году образован совхоз имени Калинина. С 20 августа 1924 года деревня в Гатовском, с 1927 года в Дергайском сельсовете Самохваловичского района Минского округа (до 26 июля 1930). С 18 января 1931 года включена в границы Минска. С 26 мая 1935 года в Минском районе. С 20 февраля 1938 года в Минской области.
Во Вторую мировую войну с конца июня 1941 года до начала июля 1944 года оккупирована войсками нацистской Германии. За время оккупации были сожжены 78 дворов, убиты 165 жителей, 10 жителей вывезены на принудительные работы в Германию. После войны деревня восстановлена.
5 марта 1959 года Калинино передано из упразднённого Гатовского сельсовета в состав Самохваловичского сельсовета.

## Достопримечательность
В деревне сохранились фрагменты бывшей усадьбы Ельских (конец ХІХ — начало XX века): усадебный дом, флигель, ворота, кормоцех, амбар, силосная башня, фрагменты парка —  Историко-культурная ценность Республики Беларусь, .
В конце XIX века владельцем имения был Вильгельм Ельский. Он очень любил разводить цветы, поэтому раньше усадьба была со всех сторон украшена цветами. Одних лишь роз здесь было более 480 разновидностей. Много растений Ельский привозил из Африки и Южной Америки.
Вильгельм Ельский был коллекционером искусства, особенно польского, в его доме среди прочего были картины Матейко, Вычулковского, Герымского, Зимлера, Вейсенгофа, Жмурко и многих других. Большинство коллекции было уничтожено во время Октябрьской революции в 1917 году. Фрагменты, которые были спасены, были потеряны после смерти Елького в смуте польско-советской войны.
- Исторические фотоснимки
- Брама, 1914 г.
- 1914 г.
- Усадьба, 1917 г.
- Усадьба, нач. XX в. Фото Яна Булгака
- Усадьба, нач. XX в. Фото Яна Булгака
- 1943-1944 гг.

## Население
- 1800 год — 2 двора, 16 жителей
- 1897 год — 4 двора, 31 житель; имение, 7 дворов, 84 жителя
- 1917 год — 197 жителей
- 1941 год — 78 дворов, 287 жителей
- 1997 год — 46 дворов, 102 жителя
- 1999 год — 96 жителей (перепись населения)
- 2009 год — 62 жителей (перепись населения)

## Улицы
- Центральная

## Галерея
- Парк "Игнатичи"
- Усадьба, 2021 г.

## Известные лица
- Запрудский, Сергей Николаевич (род. 1957) — белорусский языковед.